# 上杉房朝
上杉 房朝（うえすぎ ふさとも）は、室町時代中期の守護大名。越後国守護。越後上杉家5代当主。

## 生涯
応永28年（1421年）、上杉朝方の子として誕生。応永28年（1421年）に祖父・房方が死去し、次いで応永29年（1422年）10月に父・朝方が死去すると、幸龍丸（房朝）の叔父の頼方は幸龍丸が幼少であることを名目に越後守護となった。頼方は守護代の長尾氏と対立し応永の大乱とよばれる戦いを招いたが戦果は思わしくなく、さらに追い打ちをかけるように応永31年（1424年）12月に管領・畠山満家が「上杉の惣領として取り立てる」として、頼方の館から房朝を奪い取るという事件が起こった。この後、房朝と家臣らは頼方と対立する長尾邦景と結びついていった。やがて応永の乱は頼方の敗北に終わり、頼方は没落、房朝が正式に越後守護となった。
しかし邦景はその後も守護の存在を半ば無視して室町幕府との関係を維持し、幕府も邦景への国政委任を容認していた。しかし鎌倉府の滅亡と6代将軍・足利義教の死によって状況は一転し、邦景に専断されていた越後支配に房朝も大きく関わるようになった。叔父・憲実も房朝へ次男・龍春の保護を頼み、文安3年（1446年）には自ら現地に下り佐橋刑部少輔を討伐するなど守護としての力を誇示するまでになったが、宝徳元年（1449年）2月27日、京都の館で急死した。享年29。跡を従弟・房定が継いだ。
なお、文安4年（1447年）には万寿王丸（後の足利成氏）の関東帰還が実現した。通説では房定が幕府に働きかけたためだとしているが、房定はまだ守護に就任していないため、房朝がその役割を果たしたと見るべきという説もある。